# Ninja High School
Ninja High School ist ein amerikanischer Comic von Ben Dunn, der seit 1987 erscheint. Die über 170 Ausgaben umfassende Serie ist inhaltlich und stilistisch vom Manga inspiriert und handelt von einem amerikanischen Schüler, der von diversen Verehrerinnen umschwärmt wird sowie sich seiner Rivalen erwehren muss.

## Inhalt
Der Junge Jeremy Feeple geht auf die Quagmire High School und ist in jeder Hinsicht durchschnittlich, jedenfalls auf den ersten Blick. Aufgewachsen ist er als Nachkomme eines Ninja-Clans, dem seine Mutter Anna noch aktiv angehört. Und im Gegensatz zu Jeremy ist sein jüngerer Bruder Ricky auch in Kampfkunst trainiert. Trotz dessen lebt er ein normales Leben mit seinen Schulfreunden, bis auf einmal zwei Mädchen in sein Leben treten. Die junge Ninja Ichi-kun Ichinohei zieht von Japan nach Quagmire, da sie Jeremy versprochen wurde. Asrial ist eine Prinzessin vom Planeten Salusia, die zur Erde geschickt wird, um durch eine Heirat ein Bündnis zu schmieden. Durch einen Computerfehler wird Jeremy als das Ziel der Heirat auserwählt. So entbrennt schnell ein Wettkampf zwischen den beiden kampferprobten Mädchen um den Jungen.
Nicht lange nach den beiden unfreiwilligen Verehrerinnen, von denen sich Ichi-kun jedoch mit der Zeit tatsächlich in Jeremy verliebt, tritt Rivalsan Lendo in Quagmire auf. Er führt die Rivalsan Ninja Corporation und will Ichi-kun an Jeremys statt heiraten, um sich mit ihrem Clan zu verbünden. So greift er den Schüler, seine Schule und auch die beiden Mädchen an. Mit vereinten Kräften, auch des verrückten Lehrers Professor Steamhead und des Terminator-artigen Kämpfers Arnie, können sie den Angriff der Ninja Corporation zurückschlagen. Ichi-kun und Asriel versöhnen sich über den gemeinsamen Kampf. Schließlich wird Asreals Mission aufgehoben, da der Computerfehler erkannt wurde.

## Entstehung und Veröffentlichung
Das erste Konzept zu Ninja High School entstand 1985. Ben Dunn wollte inspiriert vom japanischen Manga ähnliche Geschichten selbst schaffen und stellte erste Entwürfe auf der Convention BayCon in Kalifornien vor. Die Handlung lehnt sich vor allem an die Oberschul-Fantasy-Komödien von Rumiko Takahashi an. Schließlich gründete Ben Dunn den Verlag Antarctic Press, in dem die Serie erscheinen sollte.
Der Original English Language Manga erschien dann ab Dezember 1987 bei Antarctic Press, zunächst angekündigt als dreiteilige Miniserie die schließlich immer wieder verlängert wurde und bis heute in unregelmäßigen Abständen erscheint. Die Geschichten der Hefte erschienen später auch gesammelt in „Classic“-Ausgaben, die je zehn Hefte umfassen. Auch eine CD-Rom zur Serie und eine parodistische Neuerzählung mit den Charakteren in Super-Deformed-Form wurde herausgebracht.
Sowohl die Hefte als auch die Sammelbände erschienen auf Deutsch bei Eidalon, die Heftserie erreichte 12 Ausgaben und die Bände vier.